# 다케촌 (오카야마현)
다케촌(일본어: 竹村)은 일본 오카야마현 아사쿠치군에 있던 촌이다. 현재의 아사쿠치시의 일부에 해당한다.

## 역사
- 1889년 6월 1일 - 정촌제 시행에 의해 아사쿠치군 다케촌이 성립하였다.
- 1905년 4월 1일 - 우라미촌. 기비촌과 합병해 곤코촌이 신설하여 폐지되었다.

## 참고문헌
- 角川日本地名大辞典 33 岡山県
- 『市町村名変遷辞典』東京堂出版、1990年。